# Chen (Sänger)

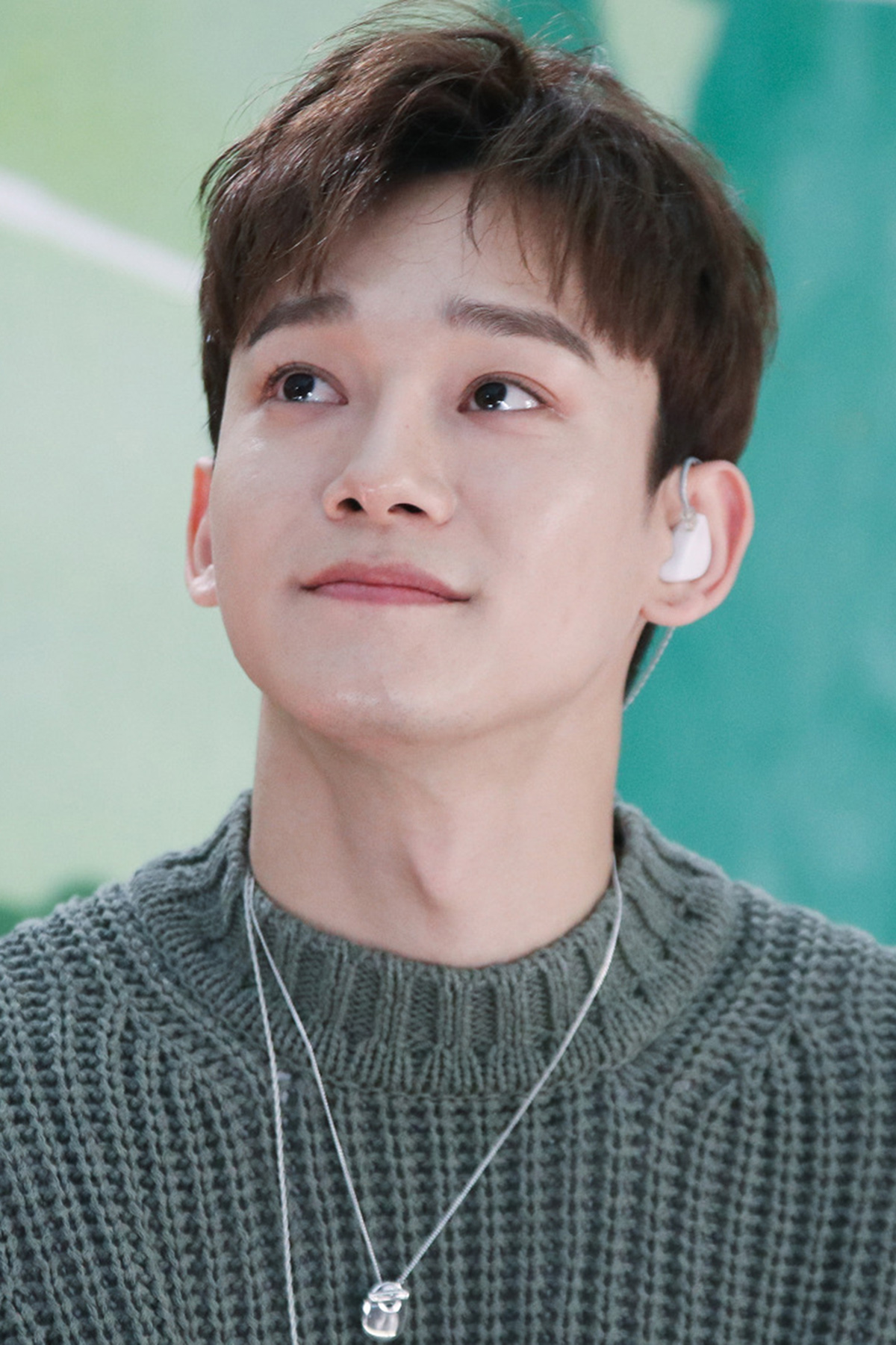
Chen (2019)

Chen (* 21. September 1992 in Daejeon; eigentlich Kim Jong-dae, koreanisch: 김종대) ist ein koreanischer Popsänger. Er ist Mitglied der südkoreanischen Boygroup EXO und der Subgruppe Exo-Cbx.

## Karriere
Seine beiden 2019 solo veröffentlichten EPs erreichten Platz 2 und Platz 1 der Gaon Album Charts.

## Leben
Anfang 2020 gab Chen seine Verlobung mit seiner Freundin und das Erwarten ihres ersten gemeinsamen Kindes bekannt. Am 29. April 2020 bestätigte SM Entertainment, dass die Tochter des Paars geboren wurde.

## Diskografie
Für Aufnahmen mit EXO: → Exo (Band)/Diskografie
EPs
- April, and a Flower (2019)
- Dear My Dear (2019)

Singles
- Beautiful Goodbye (2019)
- Shall We? (2019)
- Hello (2020)